# 丹妮尔·艾伦
丹妮尔·S·艾伦（英語：Danielle Susan Allen，1971年11月3日—）是一位美国古典学者和政治学家，威廉·B·艾伦之女，现任哈佛大学詹姆斯·布莱恩特·科南特校级教授，主要作品有获得弗朗西斯·帕克曼奖的《我们的宣言：解读<捍卫平等独立宣言>》（Our Declaration: A Reading of the Declaration of Independence in Defense of Equa）等。